# Zangherella
Zangherella är ett släkte av spindlar. Zangherella ingår i familjen Anapidae.
Kladogram enligt Catalogue of Life:
| Zangherella | \| \| Zangherella algerica \| \| \| \| \| \| Zangherella apuliae \| \| \| \| \| \| Zangherella relicta \| \| \| \| |
|             | \| \| Zangherella algerica \| \| \| \| \| \| Zangherella apuliae \| \| \| \| \| \| Zangherella relicta \| \| \| \| |
|             | Zangherella algerica                                                                                               |
|             | |
|             | Zangherella apuliae                                                                                                |
|             | |
|             | Zangherella relicta                                                                                                |
|             | |